# Batallas
Batallas ist eine Landstadt im Departamento La Paz im südamerikanischen Andenstaat Bolivien.

## Lage im Nahraum
Batallas ist zentraler Ort des Municipio Batallas in der Provinz Los Andes und liegt auf einer Höhe von 3852 m, acht Kilometer südöstlich von Puerto Pérez entfernt am Ufer des Titicacasees. Südöstlich von Batallas erstreckt sich die weite Ebene des bolivianischen Hochlandes bis über El Alto und La Paz hinaus, dreißig Kilometer östlich von Batallas verläuft der Gebirgsriegel der Cordillera Muñecas, die hier mit dem Huayna Potosí auf über 6000 Meter ansteigt.

## Geographie
Batallas liegt auf dem bolivianischen Altiplano zwischen den Anden-Gebirgsketten der Cordillera Occidental im Westen und der Cordillera Central im Osten. Die Region weist ein ausgeprägtes Tageszeitenklima auf, bei dem die mittleren Temperaturschwankungen im Tagesverlauf deutlicher ausfallen als im Jahresablauf.
Die Jahresdurchschnittstemperatur der Region liegt bei 9 °C, die mittleren Monatswerte schwanken nur unwesentlich zwischen 6 °C im Juli und 10 °C im November und Dezember (siehe Klimadiagramm Batallas). Der Jahresniederschlag beträgt etwa 600 mm, die Monatsniederschläge liegen zwischen unter 15 mm in den Monaten Juni bis August und zwischen 100 und 120 mm von Dezember bis Februar.

## Verkehrsnetz
Batallas liegt in einer Entfernung von 61 Straßenkilometern nordwestlich von La Paz, der Hauptstadt des Departamentos.
Von La Paz aus führt die asphaltierte Nationalstraße Ruta 2 in westlicher Richtung nach El Alto und weiter in nordwestlicher Richtung über Vilaque und Palcoco nach Batallas. Von hier führt die Ruta 2 weiter nach Copacabana am Titicacasee, bei Huarina zweigt die Ruta 16 nach Norden ab, die entlang der peruanischen Grenze bis ins bolivianische Tiefland führt.

## Bevölkerung
Die Einwohnerzahl der Stadt ist in den vergangenen beiden Jahrzehnten um etwa ein Drittel angestiegen:
| Jahr | Einwohner | Quelle       |
| ---- | --------- | ------------ |
| 1992 | 1769      | Volkszählung |
| 2001 | 1966      | Volkszählung |
| 2012 | 2257      | Volkszählung |
| 2024 |           | Volkszählung |

Aufgrund der historischen Bevölkerungsentwicklung weist die Region einen hohen Anteil an Aymara-Bevölkerung auf, im Municipio Batallas sprechen 93,9 Prozent der Bevölkerung Aymara.